# André Wynen
André Wynen (Uccle, Bruselas; 8 de diciembre de 1923 - Godinne, Yvoir, provincia de Namur; 10 de junio de 2007) fue un miembro de la resistencia y médico belga. Sobreviviente de los campos de concentración nazis, fue deportado a Breendonk y Buchenwald.
André Wynen fue el fundador y presidente de la asociación de cámaras sindicales de médicos (ABSyM/BVAS). Fue el líder de la huelga médica de 1964 en Bélgica, que duró del 1 al 18 de abril.
En 1995 el Tribunal de Apelación de Bruselas le condenó por el caso del aparato de RMN de la Clínica Edith Cavell. El Dr. Wynen, quien había sido procesado en este caso como director de la clínica, fue multado y suspendido.
En 2006, se convirtió en Gran Oficial de la Orden de Léopold.